# Любич (Любуське воєводство)
Любич (пол. Lubicz) — село в Польщі, у гміні Стшельці-Краєнські Стшелецько-Дрезденецького повіту Любуського воєводства.
Населення — 325 осіб (2011).
У 1975-1998 роках село належало до Гожовського воєводства.

## Демографія
Демографічна структура станом на 31 березня 2011 року:
|          | Загалом | Допрацездатний вік | Працездатний вік | Постпрацездатний вік |
| -------- | ------- | ------------------ | ---------------- | -------------------- |
| Чоловіки | 169     | 46                 | 112              | 11                   |
| Жінки    | 156     | 25                 | 96               | 35                   |
| Разом    | 325     | 71                 | 208              | 46                   |